# Kinotavr

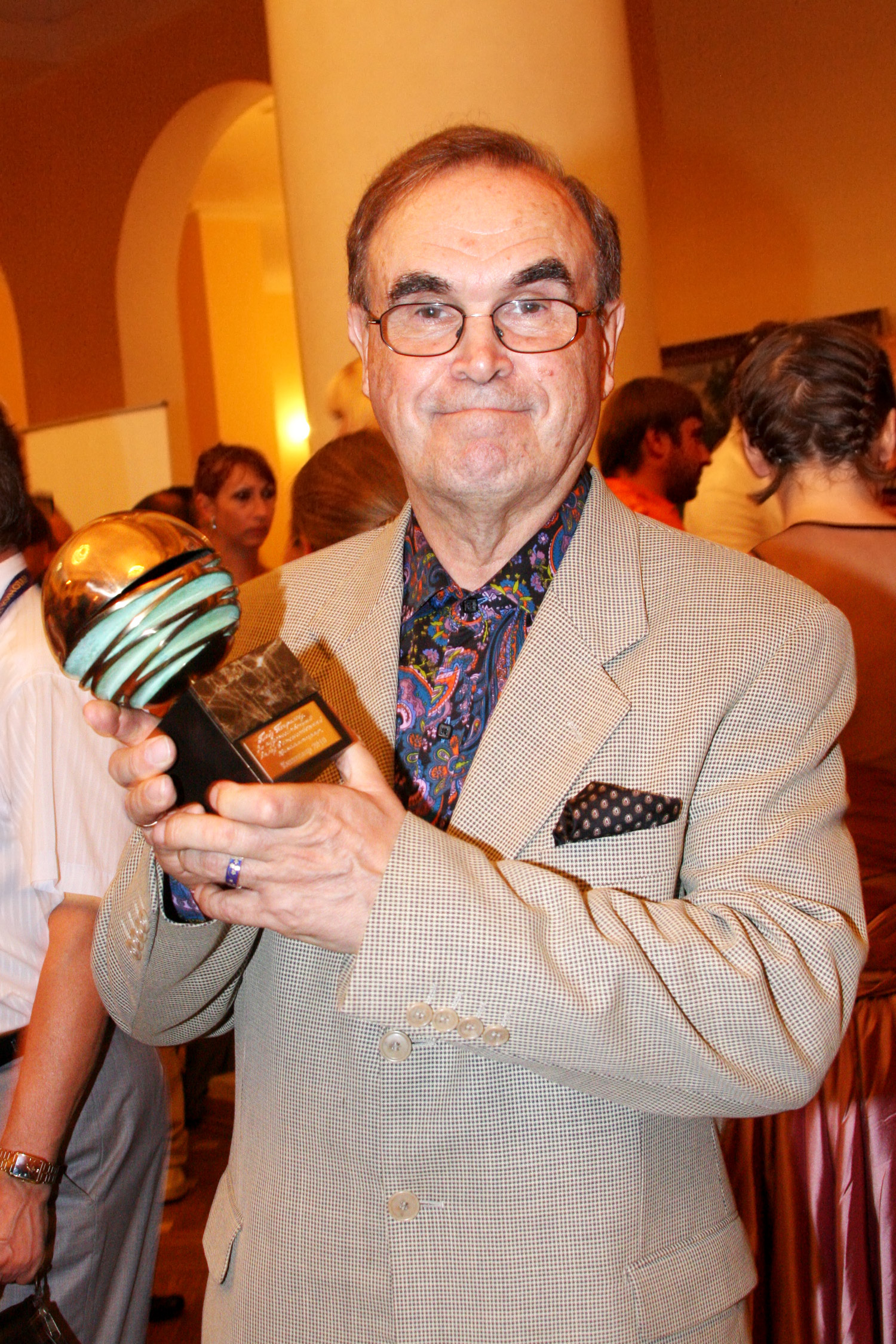
Ruský režisér Gleb Anatoljevič Panfilov na Kinotavru v roce 2010

Kinotavr (rusky Кинотавр) je filmový festival, který se koná každoročně v červnu v ruském lázeňském městě Soči na břehu Černého moře. V rámci Ruska se jedná o nejvýznamnější filmový festival spolu s Moskevským mezinárodním festivalem, na rozdíl od kterého je ovšem více zaměřen na ruskou kinematografii a původně se jej mohly účastnit jen ruské filmy.
Za první ročník festivalu se považuje rok 1991 a za jeho zakladatele jsou považováni Oleg Ivanovič Jankovskij a Mark Grigorjevič Rudinštějn. Název vznikl složením slov kino a minotavr, což rusky znamená minotaur.